# Scream Tracker

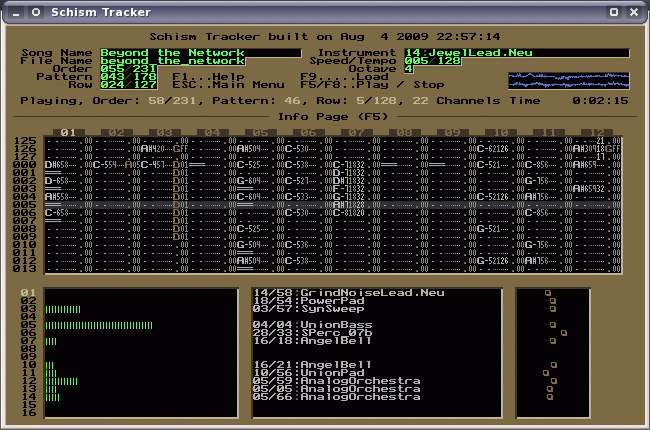
Schism Tracker als repräsentativer ScreamTracker-Klon/-Nachfolger:
Benutzeroberfläche ausschließlich aus Text-Zeichen generiert, wie in den 1980er und 1990er Jahren üblich war für Tracker
oben: allgemeine Musikstückeigenschaften
Mitte: Befehlsliste für die Kanäle (entlang der Zeile) und den Zeitverlauf (entlang der Spalten), der weiße Balkencursor markiert den aktuellen Zeitpunkt
Mitte-unten: Kanalliste mit Samples
links-unten: aktuelle Lautstärke pro Kanal
rechts-unten: Stereoseparierung pro Kanal (Panning)

Der Scream Tracker ist ein Tracker, d. h. ein Mehrspur-Sequenzer für digitalen Klang der finnischen Demogruppe Future Crew. Er wurde initial 1990 veröffentlicht und war in den 1990er Jahren einer der populärsten und richtungsweisenden Trackern. Er fand u. a. Anwendung zur Erstellung von Musikstücken für Computerspiele (z. B. One Must Fall) als auch für die multimedialen Echtzeit-Demos die durch die Demoszene entwickelt wurden, beispielsweise Second Reality.

## Geschichte
Der Tracker wurde in C und Assembler als Programmiersprachen für den PC mit DOS als Betriebssystem entwickelt. Die 1990 veröffentlichte Version 2.2 war die erste, die Popularität erlangte. Das Trackerformat STM, das mit dem Screamtracker v2.2 entwickelt wurde, unterstützte nur vier Kanäle wie das vorbildgebende MOD-Format. Spätere Versionen erweiterten die Fähigkeiten des Trackerformats, welches nun mit der Dateiendung S3M gekennzeichnet wurde. Die letzte veröffentlichte Version des Scream Trackers war 3.21 von 1994.
Der Screamtracker war Vorbild vieler späterer Tracker, wie beispielsweise dem Fast Tracker oder dem Impulse Tracker.

## Technische Eigenschaften
Der Scream Tracker setzte lediglich einen 80386SX nebst VGA-Grafikkarte und natürlich eine Soundkarte für die Verwendung voraus.
Ab dem Scream Tracker 3.0 wurden bis zu 100 8-Bit-Samples, 32 Kanäle/Tracks, 100 Pattern und 256 Reihenfolgepositionen bei der Komponierung und in dem Trackerformat S3M unterstützt. Außerdem konnte der Tracker neun FM-Synthese-Kanäle auf Soundkarten mit dem OPL2/3/4-Chipsätzen handhaben, und – unüblich damals – digitale Kanäle und FM-Instrumente gleichzeitig verwenden. Jedoch wurde die FM-Synthese-Fähigkeit selten durch Tracker-Musiker genutzt.

## Nachfolger und Klone
- Impulse Tracker
- FastTracker
- MilkyTracker
- GoatTracker
- Schism Tracker
- siehe auch Liste von Trackern